# Зеленият път (албум)
„Зеленият път“ е първият солов студиен албум на българския рапър и музикален продуцент Фенг, издаден през 2015 г. Записването на албума протича в периода между 2013 г. и 2015 г. и включва 16 песни с гост участия на 100 Кила, Hoodini, Добри Момчета, F.O., Jay, Андре, Yavi Ve и DJ Emotion. 

Албумът е записан в Студио 33, Бургас и се разпространява от Hood'G'Fam Entertainment на компакт диск и digital audio.

## Списък на песните в албума[2][3]
| №   | Заглавие                                  | Автор(и)                                    | Музика       | Аранжимент                | Времетраене |
| --- | ----------------------------------------- | ------------------------------------------- | ------------ | ------------------------- | ----------- |
| 1.  | Машина и душа                             | Петко Иванов                                | Петко Иванов | Петко Иванов              | 02:58       |
| 2.  | ЖК на кино                                | Петко Иванов                                | Петко Иванов | Виктор Добрев             | 03:30       |
| 3.  | Smoke a Thang с участието на Yavi Ve      | Петко Иванов                                | Петко Иванов | Петко Иванов Стоян Иванов | 05:07       |
| 4.  | Кекс                                      | Петко Иванов                                | Петко Иванов | Стоян Иванов              | 04:03       |
| 5.  | П.П.П. (Бармане, налей)                   | Петко Иванов                                | Петко Иванов | Петко Иванов              | 03:57       |
| 6.  | Hey, Mr. Fang Mayne (пауза)               | Петко Иванов                                | Петко Иванов | Петко Иванов              | 00:54       |
| 7.  | Fang не ме харесва с участието на F.O.    | Петко Иванов Михаил Митев                   | Петко Иванов | Петко Иванов              | 03:56       |
| 8.  | SupaMayne с участието на Добри Момчета    | Петко Иванов Васил Краев, Иван Краев        | Петко Иванов | Петко Иванов              | 03:48       |
| 9.  | Параноя с участието на DJ Emotion         | Петко Иванов                                | Петко Иванов | Петко Иванов              | 03:18       |
| 10. | Зеленият път (пауза)                      | Петко Иванов                                |              |                           | 01:18       |
| 11. | On the Road 2 Hell с участието на Yavi Ve | Явор Велчев                                 | Явор Велчев  | Явор Велчев Петко Иванов  | 02:05       |
| 12. | Мазния маняк с участието на Jay           | Петко Иванов Илия Траев                     | Петко Иванов | Петко Иванов              | 02:43       |
| 13. | Адидаси                                   | Петко Иванов                                | Петко Иванов | Петко Иванов              | 03:07       |
| 14. | Freak с участието на Andre & Hoodini      | Петко Иванов Андрей Балкански, Стоян Иванов | Петко Иванов | Петко Иванов              | 04:02       |
| 15. | Бавареца с участието на 100 Kila          | Петко Иванов Явор Янакиев                   | Петко Иванов | Петко Иванов              | 04:02       |
| 16. | Аутро                                     | Петко Иванов                                | Петко Иванов | Петко Иванов              | 01:35       |

## Видеоклипове
| Видеоклип               | Премиера | Режисьор                      |
| ----------------------- | -------- | ----------------------------- |
| П.П.П. (Бармане, налей) | 2015     | Full House Image/Петко Иванов |
| Smoke a Thang           | 2016     | Full House Image/Петко Иванов |
| Бавареца                | 2016     | Петко Иванов и Явор Янакиев   |
| Машина & душа           | 2016     | Петко Иванов                  |

## Награди и номинации

### Годишни Български Хип-хоп Награди на 359hiphop.com[4]
- Най-добър албум за 2015 година (номинация)

## Екип
Информация от официалния сайт на музикалния издател и обложката на албума.
- Fang – вокали, клавишни, музикален продуцент, изключителен продуцент
- Hoodini — клавишни, гост вокали
- Димитър Ганчев — аудио инженер, изключителен продуцент
- 100 Кила, Добри Момчета, F.O., Jay, Андре, Yavi Ve и DJ Emotion — гост вокали
- Мартин Стефанов – китара
- Станимир Димитров – китара
- Слави Бойков – бас китара
- Явор Велчев – беквокали
- Мирела Буюклиева – беквокали
- Вениамин Димитров – беквокали
- DJ Emotion – скреч
- Иван Краев — арт дизайн на обложката
- Боряна Нешева — координатор на проекта, връзки с обществеността
- Габриела Ангелова — координатор
- Васил Краев – координатор
- Красимир Марчев – фотография